# Flor de nit (planta)
La flor de nit (Mirabilis jalapa), també coneguda com a meravella de nit, mirabajà, miravejà, santjoans és una espècie de planta de la família de les nictaginàcies. És la planta d'ús ornamental més conreada dins del gènere Mirabilis.
És una planta originària de les zones tropicals d'Amèrica.
Es caracteritza pel fet de descloure's les flors cap al vespre i perquè hi pot haver flors de diferents colors en la mateixa planta.

## Descripció
Planta vivaç herbàcia amb arrels tuberoses que pot arribar a fer entre 60 i 150 cm d'altura. Presenta tiges ramificades i erectes, de color verd en ser joves i tornant a tons violats o marrons amb l'edat. Les fulles són peciolades i simples, disposades oposadament, i de forma ovada, d'entre 4 a 13 cm de llarg per entre 10 i 80 mm d'ample. Són semicaduques, brotant de nou a la primavera des d'una arrel perenne de funció similar a un bulb. Les inflorescències surten a la part apical de les tiges, sovint rodejades de petites fulles, i amb un involucre en forma de campana format per bràctees, d'entre 5 i 15 mm de llarg.
Les flors tenen 5 estams, sobresurten del calze que fa entre 30 a 55 mm de llarg. Els lòbuls de la flor són iguals o una mica més curts que el tub de la corol·la.
Una particularitat d'aquesta espècie és que a la mateixa planta poden haver-hi flors de diferents colors de forma simultània, i inclús una sola flor pot presentar diversos colors alhora. Un altre dels fenòmens que presenta és el canvi de color, per exemple, en la varietat groga a mesura que la planta madura, pot produir també flors que canviïn gradualment al rosa. De la mateixa manera, les flors blanques poden canviar al lila clar.
Les flors comencen a obrir-se a partir de la tarda, fent una forta i dolça fragància; i comencen a tancar-se al migdia. Tot i la seva aparença, aquestes flors no estan formades per pètals sinó per una modificació pigmentada del calze, és a dir, que el periant té un sol verticil, però amb freqüència semblen ser dos degut a les bràctees sepaloides verdes i el calze petaloide acolorit.
Són polinitzades per papallones nocturnes de la familia Shingidae, d'espiritrompa llarga.
Les llavors són aquenis ovats o el·líptics, de 6 a 8 mm de llarg i 2 a 5 mm d'ample. La textura és arrugada i el seu color verd-groguenc que passa a ser negre al madurar cap a finals d'estiu.
Poden germinar directament sense tractament ni període de fred previ, donant així el caràcter tan invasor i oportunista típic de l'espècie.